# Pinochia corymbosa
Pinochia corymbosa là một loài thực vật có hoa trong họ La bố ma. Loài này được (Jacq.) M.E.Endress & B.F.Hansen mô tả khoa học đầu tiên năm 2007.